# 中国思想政治工作研究会
中国思想政治工作研究会是中华人民共和国思想政治工作者组成的群众性学术团体，简称中国政研会，由中共中央宣传部领导。

## 历史沿革
1983年，中国职工思想政治工作研究会成立，挂靠单位为国家经济委员会。1988年8月，改为挂靠中共中央宣传部。2003年3月改名为中国思想政治工作研究会。2004年7月正式启用新名称。